# Balogh István (evangélikus lelkész)
Balogh István (18–19. század) evangélikus lelkész.

## Élete
1787 nyári félévétől kezdve a Jénai Egyetemen tanult. 1790 júliusától Gyönkön, 1795 májusától 1802 novemberéig Várpalotán, Veszprém vármegyében volt lelkész.

## Megjelent műve
Az oltalmazó himlő dicséretéről. Veszprém, 1802.